# Lista över RCB-variabler
Lista över RCB-variabler
Listan över RCB-variabler innehåller i stort sett alla RCB-variabler som upptäckts och bekräftats av astronomer  fram till 2013.

## RCB-variabler i Vintergatan
| Namn                 | Stjärnbild    | Ljusstyrka maximum-minimum |
| -------------------- | ------------- | -------------------------- |
| UX Antliae           | Luftpumpen    | 11,85 – <18,0              |
| S Apodis             | Paradisfågeln | 9,6 – 15,2                 |
| U Aquarii            | Vattumannen   | 10,8 – 18,2                |
| ES Aquilae           | Örnen         | 11,5 – <17,7               |
| PT Aquilae           | Örnen         | 13,5 – <16,0               |
| XX Camelopardalis    | Giraffen      | 8,09 – 9,8                 |
| UV Cassiopeiae       | Cassiopeja    | 11,8 – 16,5                |
| DY Centauri          | Kentauren     | 12,0 – <16,4               |
| UW Centauri          | Kentauren     | 9,1 – 17,0                 |
| V854 Centauri        | Kentauren     | 6,84 – 15,11               |
| V Coronae Australis  | Södra kronan  | 9,4 – 17,9                 |
| WX Coronae Australis | Södra kronan  | 10,25 – <15,2              |
| R Coronae Borealis   | Norra kronan  | 5,71 – 15,2                |
| V482 Cygni           | Svanen        | 11,8 – <15,5               |
| V1405 Cygni          | Svanen        | 15,5 – 17,9                |
| AO Herculis          | Herkules      | 10,7 – <19,6               |
| Mis V0862            | Skytten       | 11,17 – <18,07             |
| Y Muscae             | Flugan        | 10,5 – 12,1                |
| RT Normae            | Vinkelhaken   | 9,8 – 14,7                 |
| RZ Normae            | Vinkelhaken   | 10,2 – <14,2               |
| NSV 11154            | Lyran         | 11,4 – <17,6               |
| OGLE BUL-SC03 V8195  | Skytten       | 11,2 – 19,5                |
| V517 Ophiuchi        | Ormbäraren    | 11,0 – 20,3                |
| V532 Ophiuchi        | Ormbäraren    | 12,6 – <15,5               |
| V1773 Ophiuchi       | Ormbäraren    | 16,8 – 19,1                |
| DY Persei            | Perseus       | 10,5 – 16,0                |
| SV Sagittae          | Pilen         | 10,3 – 16,5                |
| GU Sagittarii        | Skytten       | 10,2 – 16,6                |
| MV Sagittarii        | Skytten       | 12,0 – 16,05               |
| RY Sagittarii        | Skytten       | 5,8 – 14,0                 |
| VZ Sagittarii        | Skytten       | 10,12 – <15,0              |
| V348 Sagittarii      | Skytten       | 11,2 – 18,4                |
| V739 Sagittarii      | Skytten       | 12,2 – 20,0                |
| V1157 Sagittarii     | Skytten       | 11,3 – <14,5               |
| V1783 Sagittarii     | Skytten       | 10,4 – <14,0               |
| V3795 Sagittarii     | Skytten       | 11,5 – <15,5               |
| V1135 Scorpii        | Skorpionen    | 12,75 – 18,95              |
| FH Scuti             | Skölden       | 12,2 – <16,1               |
| GM Serpentis         | Ormen         | 12,0 – 14,0                |
| RS Telescopii        | Kikaren       | 9,6 – 15,34                |
| SU Tauri             | Oxen          | 9,1 – 18,0                 |
| Z Ursae Minoris      | Lilla björnen | 10,8 – 19,0                |

## RCB-variabler i Stora magellanska molnet
Här är motsvarande lista på bekräftade RCB-variabler i Stora magellanska molnet.
W Mensae  (HV 966)
HV 942
HV 2379
HV 2671
HV 5637
HV 12524
HV 12842
2.5871.1759 (DY Persei-stjärna)
6.6575.13
10.3800.35 (DY Persei-stjärna)
12.10803.56
15.10675.10 (DY Persei-stjärna)
78.6460.7 (DY Persei-stjärna)
79.5743.15
80.6956.207
80.7559.28
81.8394.1358

### Fotnoter
1. ↑  Ljusstyrka i skenbar magnitud.